# Castex (Ariège)
Castex es una comuna francesa situada en el departamento de Ariège, en la región de Occitania.

## Demografía
| 145 | 108 | 98 | 97 | 76 | 73 | 95 |
| Para los censos de 1962 a 1999 la población legal corresponde a la población sin duplicidades (Fuente: INSEE [Consultar]) |     |    |    |    |    |    |